# Ajmalin
Ajmalin je alkaloid iz klase Ia antiaritmičkih agenasa. On se često koristi za tretman ST elevacija kod pacijenata sa Brugada sindromom.
Ovo jedinjenje je originalno izolovano 1931. iz korena biljke Rauwolfia serpentina. Ime je dobilo po Hakim Ajmal Kanu, čuvenom lekaru iz oblasti Unani medicine u Južnoj Aziji.